# Caminho de ferro de via estreita

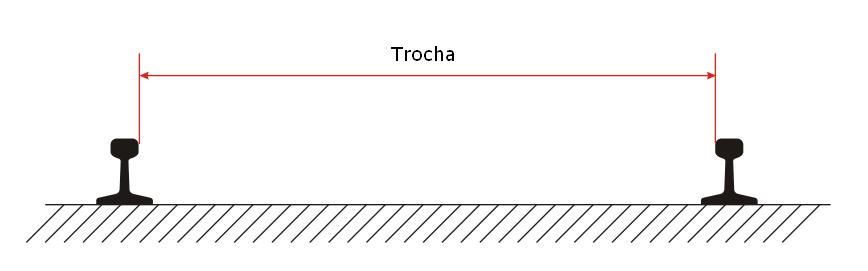

O caminho de ferro de via estreita, caminho de ferro de via angusta ou caminho de ferro de bitola angusta é um tipo de transporte ferroviário cuja largura da via ou bitola é inferior ao considerado "normal" no transporte ferroviário. Esta bitola "normal", que depende das caraterísticas de cada país, é a utilizada na rede principal dos caminhos de ferro, sendo a de via estreita a que se utiliza para linhas de caráter secundário.

## Descrição geral

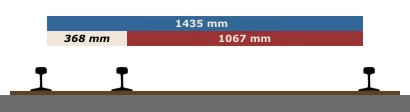
Comparação da bitola internacional (azul) e da via angusta mais comum (vermelho).

Os caminhos de ferro de bitola de via estreita são construídos com raios de curva pequenos e vias com estruturas mais pequenas e são substancialmente mais económicos de construir, equipar e operar que os caminhos de ferro de via de largura internacional ou padrão, particularmente em terrenos montanhosos. O baixo custo dos caminhos de ferro de via estreita faz que se construam para servir nas indústrias e comunidades onde o tráfego potencial não justifica os custos de construção de uma linha de bitola maior. Estes caminhos de ferro têm também um uso especializado nas minas e outros empregos nos quais as estruturas, por serem de tamanho limitado, necessitam de um gabarito pequeno. Por outro lado, os caminhos de ferro com largura de via maior permitem ter maiores capacidades de carga e maiores velocidades que os de largura de via estreita.

Historicamente, muitos caminhos de ferro de via estreita foram construídos como parte de empresas exportadoras ou manufatureiras e eram principalmente caminhos de ferro industriais antes que de transporte geral. Alguns dos usos mais comuns destes caminhos de ferro industriais foram na mineração, madeiras, construção, túneis, pedreiras e o transporte de produtos agrícolas. Amplas redes de bitola angusta foram construídas em muitos lugares do mundo para estes propósitos. Importantes caminhos de ferro açucareiros mantêm-se em operação em Cuba, Fiji, Java, Filipinas e no estado de Queensland, Austrália. A bitola angusta permanece em uso comum na construção de túneis.

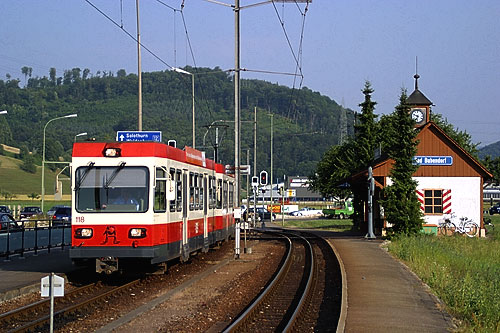
Um trem na estação Bad Bubendorf, do Waldenburgerbahn com bitola de 750 mm, entre Liestal e Waldenburg, na Suíça.

Outra razão importante para o uso de caminhos de ferro de via estreita é aproveitar os custos de construção baixos em terrenos montanhosos ou difíceis. As operações de extração no século XIX a princípio usavam caminhos de via angusta para transportar a madeira desde serrações ao mercado. Os sistemas ferroviários nacionais de países como Indonésia, Japão e Nova Zelândia são principal ou unicamente de bitola angusta. Os caminhos de ferro de trincheira da frente ocidental na Primeira Guerra Mundial demonstraram brevemente esta vantagem. Caminhos de ferro de bitola angusta de montanha não industriais foram ou são comuns nas Montanhas Rochosas dos Estados Unidos, na Cordilheira do Pacífico canadense, no México, Suíça, na antiga Iugoslávia, Grécia, Índia, Guatemala, El Salvador, Honduras e Costa Rica; e o antigo caminho de ferro na Nicarágua. Outro país com um notável caminho de ferro nacional de bitola angusta é África do Sul, onde a "bitola do Cabo" de 1067 mm (bitola japonesa) é a mais comum. Na Índia, o sistema de bitola angusta está sendo lentamente convertido em bitola larga, apesar de que alguns dos mais famosos caminhos de ferro da Índia, o Darjeeling Himalayan Railway e o Kalka-Shimla Railway sejam ambos de bitola angusta. Todos os caminhos de ferro com bitola de 1 metro estão sendo convertidos na bitola de 1676 mm (bitola larga) mediante o projeto de unificar as larguras da via.

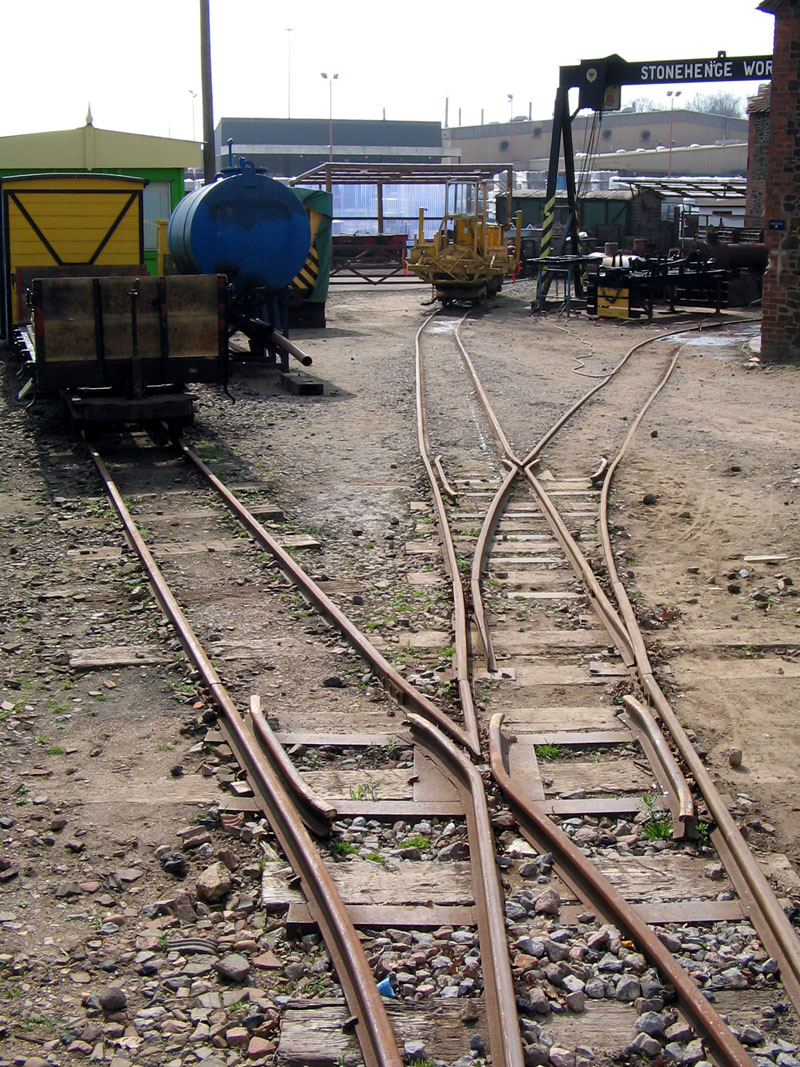
Típicas vias de 610 mm de um trem industrial, no Caminho de Ferro de bitola angusta Leighton Buzzard.

Uma das bitolas estreitas menos comum é a de 900 mm, que hoje em dia é utilizada apenas pelos tranvias de Lisboa e de Linz, embora no passado também tenha sido usada na rede de tranvias de Cracóvia.

## História do caminho de ferro de via estreita

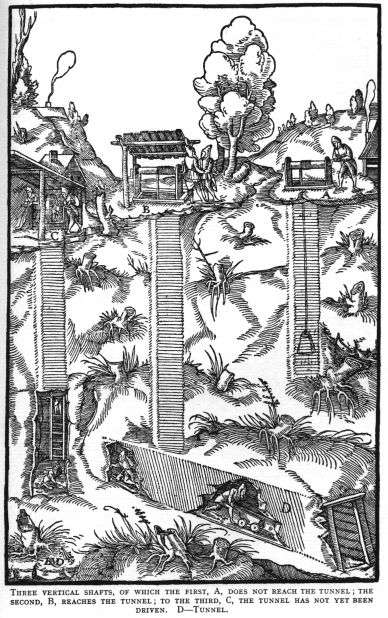
Gravura em madeira do De re metallica mostrando um caminho de ferro de mina de bitola angusta, 1556.

O registo mais antigo de um caminho de ferro aparece no De re metallica de 1556, o qual mostra uma mina na República Checa com um caminho de ferro de aproximadamente 610 mm de bitola. Durante o Século XVI os caminhos de ferro, em toda Europa, estavam restringidos principalmente a linhas em minas onde os vagões eram empurrados à mão. Durante o século XVII os caminhos de ferro de mina estenderam-se para prover transporte na superfície. Estas linhas eram caminhos de ferro industriais que conectavam as minas com os centros de transporte próximos, geralmente canais ou outras vias de água. Estes caminhos de ferro estavam geralmente construídos com a mesma bitola que os caminhos de ferro das minas, dos quais derivavam.

## O caminho de ferro de via estreita em Espanha
Em  Espanha a legislação define como caminho de ferro de via estreita todas aquelas linhas de caminho de ferro em que a sua bitola de via seja inferior a 1674 mm. A rede principal, de caminho de ferro aglutinada e explorada pela RENFE usa uma bitola de 1668 mm (a chamada "bitola ibérica") à exceção do trem de alta velocidade, que para manter uma bitola de via internacional (adotada pela maioria dos países europeus), de 1435 mm, entraria dentro das consideradas legalmente como de "via estreita". Todas as demais linhas de caminho de ferro têm uma bitola inferior, normalmente de 1000 mm, embora haja casos cuja bitola é diferente desta, como as linhas dos Caminhos de Ferro da Catalunha e Sarrià assim como o Caminho de Ferro de Langreo (que tinha uma bitola de 1435 mm) ou alguns tranvias.

### Caminhos de Ferro de via estreita de Espanha
Entre as diferentes linhas de caminho de ferro que completam a rede de transporte ferroviário espanhol, a maioria delas mantém uma bitola de 1000 mm. Destacam-se os seguintes caminhos de ferro:
- Bitola métrica (1000 mm)

As linhas da antiga Caminhos de Ferro Espanhóis de Via Estreita (FEVE), a linha Llobregat-Anoia de FGC, Caminhos de Ferro da Generalidade Valenciana (FGV) na Comunidade Valenciana, Serviços Ferroviários de Maiorca e nas linhas de Euskotren no País Basco. RENFE explora a linha de cercanias Cercedilla-Cotos, passando pelo Porto de Navacerrada.
- Bitola madrilena (1445 mm)

É a utilizada pelo Metro de Madrid em algumas linhas.
- Bitola internacional padrão (1435 mm)

É utilizada pelas linhas de AVE, em algumas linhas do Metro de Madrid e na linha Barcelona-Vallés dos Caminhos de Ferro da Generalidade da Catalunha.
- Bitola de Sóller (914 mm)

É utilizada na palmesana linha Palma de Maiorca - Sóller, do Caminho de Ferro de Sóller.

## O caminho de ferro de via estreita em Portugal
- Linha do Corgo
- Linha do Dão
- Linha do Sabor
- Linha do Tâmega
- Linha do Tua
- Linha do Vouga
- Ramal de Aveiro

As seguintes vias-férreas sofreram alterações recentes, e não constam mais como vias estreitas:
- Linha da Póvoa; faz parte da rede do Metro do Porto, sendo que o troço entre a Póvoa de Varzim e Vila Nova de Famalicão se encontra sem serviço ferroviário.
- Linha de Guimarães; faz parte da rede do Metro do Porto entre a Trindade e os arredores da Maia, sendo que o troço entre a Maia e a Trofa se encontra à espera da sua reconversão para a bitola europeia (1435 mm) e serviço do Metro do Porto. A bitola métrica foi retirada da Linha do Minho, onde partilhava a via em sistema algaliado entre a Trofa e Lousado. A partir de Lousado a linha foi reconvertida para bitola ibérica até Guimarães. Entre Guimarães e Fafe foi reconvertida na primeira ciclovia em leito ferroviário em Portugal.

### Material circulante de via estreita em Portugal
Ao longo de mais de um século, vários tipos de material circulante passaram pelas vias estreitas portuguesas. Desde as locomotivas a vapor às automotoras a diesel, os comboios que foram trilhando as linhas do Dão, mais meridional, ao Tua, mais setentrional, povoaram o imaginário de gerações, com histórias e famosas alcunhas. Eis uma pequena lista:
As linhas férreas portuguesas de via estreita são:
- O Vouguinha: os comboios das linhas do Vale do Vouga ganharam este epíteto, e ainda hoje na amputada Linha do Vouga e ex-Ramal de Aveiro os comboios são assim reconhecidos. Alguns exemplares históricos encontram-se no Museu Ferroviário de Macinhata do Vouga.
- O Texas: este comboio apesar de não ser exclusivo da Linha do Corgo, foi apenas aqui que ganhou esse nome. Caracterizava-se por uma locomotiva a diesel, que rebocava antigas carruagens das primeiras duas décadas do século XX.
- A Xepa: Automotora vinda da então Jugoslávia, mais concretamente da Croácia. Serviu nas linhas do Corgo e do Tua, sendo depois remodeladas e dando origem a outras séries, como as 9400 e 9500.

Algumas das séries que serviram nas linhas do Vale do Vouga:
- - 9300 - Popularizada como Allan, empresa que construiu esta série;

Algumas das séries que serviram na Linha do Corgo:
- - 9500 - A LRV 2000;
  - 9700 - As originais Duro Dakovic, apelidadas de Xepas.

Algumas das séries e material que serviram na Linha do Tua:
- - 9500 - A LRV 2000;
  - 9700 - As originais Duro Dakovic, apelidadas de Xepas.
  - Napolitanas - Carruagens de 1931 construídas em Nápoles, serviram nas linhas do Corgo e do Tua. Saíram de serviço em 2001, na Linha do Tua.

## Ferrovias a destacar

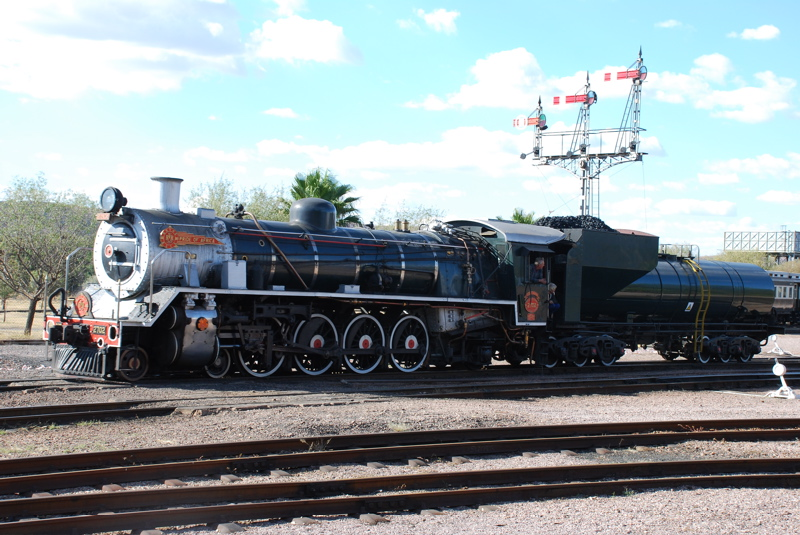
Locomotiva sul-africana classe 19D 4-8-2 em Pretória

Os veículos de carga das ferrovias de bitola estreita na Austrália, África do Sul e Nova Zelândia mostraram que, se a pista é construída para dedicar-se ao transportes de cargas pesadas, é possível obter um desempenho quase tão bom quanto uma linha de bitola padrão. Trens com 200 vagões percorrem a linha férrea sul-africana Sishen-Saldanha frequentemente, assim como alguns desenvolvem boas velocidades na região acidentada de Queensland, Austrália.
Outro exemplo de bons serviços é a Estrada de Ferro Vitória a Minas, uma ferrovia brasileira construída em bitola métrica e que possui trilhos com perfil de apenas 50 kg/m, onde o gabarito estrutural da ferrovia consegue aproximar-se de algumas linhas férreas de baixa velocidade dos EUA dado o uso de locomotivas com 4 000 cv (3 000 kW) e composições com mais de 200 vagões.
Na África do Sul e Nova Zelândia, o gabarito estrutural das ferrovias consegue ser semelhante ao britânico restrita, e na Nova Zelândia algumas composições British Rail Mark 2 foram reconstruídas com truques ferroviários novos para serem utilizadas pela Tranz Scenic (serve a linha Wellington-Palmerston North), Tranz Metro (linha Wellington-Masterton) e Veolia (subúrbio de Auckland).